# Obata Toramori
En aquest nom japonès, el cognom és Obata.
Obata Toramori (小 畠 虎 盛, 1491 - 14 de juliol del 1561) va ser general japonès sota el servei del clan Takeda durant el període Sengoku de la història del Japó.

## Biografia
Tomori va ser un dels principals servents de Takeda Nobutora des del primer moment en què es va allistar per servir al clan Takeda, de manera que després de molts anys de servei se li va permetre fer servir el "ra" en el seu propi nom. Després de la mort de Nobutora, Toramori va servir el seu fill Takeda Shingen, el successor del clan, com un dels seus Vint-i-quatre generals encara que va romandre sota el comandament de Baba Nobufusa. Conforme van passant les batalles en les quals va participar, l'estima que se li va tenir com a militar capaç va ser pujant: en el transcurs de 30 batalles, Toramori no va patir més de 40 ferides comptant el fet que era un Capità Ashigaru i tenia 15 elements de cavalleria i 75 ashigaru sota el seu control directe. Després de la cinquena batalla de Kawanakajima del 1561, Toramori va tornar al castell Kaizu amb una malaltia bastant avançada pel que va morir el mes de juny d'aquest mateix any.